# Estación Waseda
La estación Waseda (早稲田停留場 Waseda-teiryūjō?) de la línea Toden Arakawa, pertenece al único sistema de tranvías de la empresa estatal Toei, y está ubicada en el barrio especial de Shinjuku, en la prefectura de Tokio, Japón. Se encuentra a 12 - 15 minutos de la Universidad de Waseda y a 600 metros de la estación Waseda del Tokyo Metro.

## Otros Servicios
- Toei Bus
  - Hacia el este por la calle Shin-Mejiro
    - Línea 58: hacia la estación Ueno-hirokōji (vía estaciones Gokokuji, Sengoku y Edogawabashi)
    - Línea 69: hacia el Parque Ueno (vía estación Edogawabashi y estación Kasuga)
    - Línea 64: hacia la estación Kudanshita  (vía estación Iidabashi y estación Edogawabashi)

  - Hacia el oeste por la calle Shin-Mejiro
    - Líneas 69 y 64: hacia la terminal de otakibashi (vía estación Takadanobaba y el distrito Takadanobaba)
    - Línea 86: hacia la estación Ikebukuro (vía el distrito Takadanobaba)
    - Línea 86: hacia la estación Ikebukuro (vía la estación Shinjuku-sanchōme, la estación Higashi-Shinjuku y el distrito Takadanobaba)
    - Línea 77: hacia la estación de Shinjuku (vía estación Higashi-Shinjuku y el distrito Takadanobaba)

## Sitios de interés
- Universidad de Waseda
- Calle Waseda (Ruta prefectural 25)
- Hotel "Rihga Royal"
- Hotel Chinzansō
- Ana-hachimangū
- Templo Hōjō-ji
- Escuela primaria y secundaria de Waseda
- Escuela media Shinjuku Yamabuki
- Universidad de Mujeres de Japón
- Museo Eisei Bunko
- Terminal y oficina de autobuses de Waseda

## Historia
- 1918 (1 de julio): comienza a funcionar la línea de tranvías Shimotozuka
- 1930 (30 de marzo): se inaugura la estación Waseda
- 1942 (1 de febrero): la Ciudad de Tokio, adquiere las líneas de tranvías
- 1968 (29 de septiembre): la estación Waseda pasa a formar parte de la línea Toden Arakawa, y se cierra la cochera Waseda